# Minagrion
Minagrion – rodzaj ważek z rodziny łątkowatych (Coenagrionidae). Obejmuje gatunki będące endemitami Brazylii.

## Podział systematyczny
Do rodzaju Minagrion należą następujące gatunki:
- Minagrion caldense Santos, 1965
- Minagrion canaanense Santos, 1967
- Minagrion mecistogastrum (Selys, 1876)
- Minagrion ribeiroi (Santos, 1962)
- Minagrion veredae Vilela, Jacques & De Souza, 2023
- Minagrion waltheri (Selys, 1876)